# Manuel Locatelli
Manuel Locatelli (Lecco, 8 de janeiro de 1998) é um futebolista italiano que joga como meio campista. Atualmente defende a Juventus.

## Carreira

### Milan
Locatelli iniciou sua carreira no AC Milan, em 2016, onde continuou como jogador do clube até 2019.

### Sassuolo
Em 2018 foi emprestado para o Sassulo, onde permaneceu até 2019 emprestado, até virar oficialmente jogador do clube.

### Juventus
Após 3 temporadas no Sassuolo, Locatelli saiu do clube.
Após uma boa Euro2020, em 18 de agosto de 2021 foi anunciado pela Juventus, por volta de 34 milhões de euros, com contrato até 2026.

## Seleção Nacional
Em junho de 2021 ele foi convocado para a disputa da Eurocopa 2020, onde começou como titular e na segunda partida da fase de grupos ele marcou duas vezes na vitória por 3 a 0 sobre a Suíça em Roma.

## Títulos
Milan
- Supercopa da Itália: 2016

Juventus
- Copa da Itália: 2023–24

Seleção Italiana
- Eurocopa: 2020

### Prêmios individuais
- 10º melhor jovem do ano de 2017 (FourFourTwo)[3]